# Phil Bateman
Phil Bateman (* 8. September 1962 in Leeds) ist ein ehemaliger britischer Radrennfahrer.

## Sportliche Laufbahn
Bateman war Straßenradsportler und Teilnehmer der Olympischen Sommerspiele 1988 in Los Angeles. Im Mannschaftszeitfahren kam das britische Team mit Phil Bateman, Harry Lodge, Ben Luckwell und David Spencer auf den 20. Rang.
Er gewann in seiner Karriere eine Reihe von britischen Eintagesrennen, Zeitfahren und Etappen kleinerer Rundfahrten. In Kontinentaleuropa hatte er keine Erfolge. 1985 wurde er hinter Alan Gornall Zweiter im Grand Prix of Essex. 1988 siegte er in der Tour of Lancashire und wurde Dritter der nationalen Meisterschaft im Straßenrennen.